# 35-й армійський корпус (Третій Рейх)
XXXV-й (35-й) армі́йський ко́рпус (нім. XXXV. Armeekorps) — армійський корпус Вермахту за часів Другої світової війни.

## Історія
XXXV-й армійський корпус був сформований 20 січня 1942 шляхом переформування 35-го командування Вермахту особливого призначення (нім. Höheres-Kommando z.b.V. XXXV) у VIII-му військовому окрузі (нім. Wehrkreis VIII).

## Райони бойових дій
- СРСР (центральний напрямок) (січень 1942 — липень 1944).

## Командування

### Командири
- генерал артилерії Рудольф Кемпфе (нім. Rudolf Kaempfe) (20 січня — 19 липня 1942);
- генерал-лейтенант Едгар Тайссен (нім. Edgar Theissen) (19 липня — 13 серпня 1942, ТВО);
- генерал артилерії Рудольф Кемпфе (13 серпня — 31 жовтня 1942);
- генерал-лейтенант, доктор права, з 1 грудня 1942 генерал від інфантерії Лотар Рендуліч (нім. Lothar Rendulic) (1 листопада 1942 — 5 серпня 1943);
- генерал-лейтенант, з 1 жовтня 1943 генерал від інфантерії Фрідріх Візе (нім. Friedrich Wiese) (5 серпня 1943 — січень 1944);
- генерал-лейтенант Горст Гроссманн (нім. Horst Großmann) (січень — лютий 1944);
- генерал від інфантерії Фрідріх Візе (лютий — 25 червня 1944);
- генерал-лейтенант барон Курт-Юрген фон Лютцов (нім. Kurt-Jürgen Freiherr von Lützow) (25 червня — 5 липня 1944).

## Бойовий склад 35-го армійського корпусу
Формування управління, забезпечення та підтримки
- 136-те артилерійське командування (Arko 136),
- 435-те управління корпусного постачання (Korps-Nachschubtruppen 435);
- 435-й корпусний батальйон зв'язку (Korps-Nachrichten-Abteilung 435);
- 435-та розвідувальна танкова рота (Panzer Spähwagen Kompanie 435).

- 134-та піхотна дивізія (134. Infanterie-Division);
- 262-га піхотна дивізія (262. Infanterie-Division);
- 293-тя піхотна дивізія (293. Infanterie-Division);
- 1/3 56-ї піхотної дивізії (56. Infanterie-Division).

- 29-та моторизована дивізія (29. Infanterie-Division (mot.);
- 262-га піхотна дивізія;
- 293-тя піхотна дивізія.

- 29-та піхотна дивізія (29. Infanterie-Division);
- 262-га піхотна дивізія;
- 293-тя піхотна дивізія.

- 4-та танкова дивізія (4. Panzer-Division);
- 262-га піхотна дивізія;
- 293-тя піхотна дивізія.

- 4-та танкова дивізія;
- 262-га піхотна дивізія;
- 293-тя піхотна дивізія;
- 221-ша дивізія охорони (221. Sicherungs Division).

- 4-та танкова дивізія;
- 262-га піхотна дивізія;
- 293-тя піхотна дивізія;
- Полкова група «Маус» (Regimentsgruppe Maus).

- 4-та танкова дивізія;
- 17-та танкова дивізія (17. Panzer-Division);
- 56-та піхотна дивізія;
- 262-га піхотна дивізія.

- 4-та танкова дивізія;
- 56-та піхотна дивізія;
- 262-га піхотна дивізія.

- 4-та танкова дивізія;
- 26-та піхотна дивізія (26. Infanterie-Division);
- 56-та піхотна дивізія;
- 262-га піхотна дивізія.

- 34-та піхотна дивізія (34. Infanterie-Division);
- 56-та піхотна дивізія;
- 262-га піхотна дивізія;
- 299-та піхотна дивізія (299. Infanterie-Division).

- 4-та танкова дивізія;
- 6-та піхотна дивізія (6. Infanterie-Division);
- 31-ша піхотна дивізія (31. Infanterie-Division);
- 72-га піхотна дивізія (72. Infanterie-Division);
- 102-га піхотна дивізія (102. Infanterie-Division);
- 216-та піхотна дивізія (216. Infanterie-Division);
- 258-ма піхотна дивізія (258. Infanterie-Division);
- 292-га піхотна дивізія (292. Infanterie-Division);
- 383-тя піхотна дивізія (383. Infanterie-Division).

- 45-та піхотна дивізія (45. Infanterie-Division);
- 72-га піхотна дивізія;
- 216-та піхотна дивізія;
- 292-га піхотна дивізія;
- 383-тя піхотна дивізія.

- 6-та піхотна дивізія;
- 31-ша піхотна дивізія;
- 36-та піхотна дивізія (36. Infanterie-Division);
- 134-та піхотна дивізія;
- 299-та піхотна дивізія.

- 31-ша піхотна дивізія;
- 36-та піхотна дивізія;
- 134-та піхотна дивізія;
- 299-та піхотна дивізія;
- 707-ма піхотна дивізія (707. Infanterie-Division);
- Бригада СС «Віедеманн» (SS-Brigade Wiedemann);

- 36-та піхотна дивізія;
- 45-та піхотна дивізія;
- 299-та піхотна дивізія;
- 383-тя піхотна дивізія;
- 707-ма піхотна дивізія.

- 6-та піхотна дивізія;
- 45-та піхотна дивізія;
- 296-та піхотна дивізія (296. Infanterie-Division);
- 299-та піхотна дивізія;
- 383-тя піхотна дивізія;
- 707-ма піхотна дивізія.

- 6-та піхотна дивізія;
- 45-та піхотна дивізія;
- 383-тя піхотна дивізія.

- 45-та піхотна дивізія;
- 383-тя піхотна дивізія.

- 6-та піхотна дивізія;
- 45-та піхотна дивізія;
- 383-тя піхотна дивізія.

- 6-та піхотна дивізія;
- 45-та піхотна дивізія;
- 383-тя піхотна дивізія.

- 20-та танкова дивізія (20. Panzer-Division);
- 6-та піхотна дивізія;
- 45-та піхотна дивізія;
- 134-та піхотна дивізія;
- 296-та піхотна дивізія;
- 383-тя піхотна дивізія.

- 6-та піхотна дивізія;
- 45-та піхотна дивізія;
- 134-та піхотна дивізія;
- 296-та піхотна дивізія;
- 383-тя піхотна дивізія;
- 707-ма піхотна дивізія.

- 6-та піхотна дивізія;
- 45-та піхотна дивізія;
- 134-та піхотна дивізія;
- 296-та піхотна дивізія;
- 383-тя піхотна дивізія.